# Macrothele camerunensis
Macrothele camerunensis is een spinnensoort uit de familie Macrothelidae. De soort komt voor in Kameroen en Equatoriaal-Guinea.